# Harry Bosse
Harry Bosse (* 16. November 1917 in Berlin; † 4. Mai 1999 in Hamm) war ein deutscher Politiker und Landtagsabgeordneter (SPD) in Nordrhein-Westfalen.

## Leben und Beruf
Nach dem Schulbesuch der Volksschule und Oberrealschule mit dem Abschluss Abitur studierte Bosse bis 1939 an der Technischen Hochschule Berlin-Charlottenburg Wirtschaftswissenschaften. Am 1. September 1937 beantragte er die Aufnahme in die NSDAP und wurde rückwirkend zum 1. Mai desselben Jahres aufgenommen (Mitgliedsnummer 5.853.975). Nach dem Kriegsdienst war er als kaufmännischer Angestellter, selbstständiger Kaufmann und Geschäftsführer tätig.
1952 wurde Bosse Mitglied der SPD und war in zahlreichen Parteigremien der SPD Nordrhein-Westfalen vertreten.
Vom 24. Juli 1966 bis zum 25. Juli 1970 war Bosse Mitglied des Landtags des Landes Nordrhein-Westfalen. Er wurde im Wahlkreis 117 Hamm direkt gewählt. Ab 1956 war er Mitglied im Stadtrat der Stadt Hamm.